# Gennaro Rambone
Gennaro Rambone (Nápoles, Italia, 1 de abril de 1935-Nápoles, Italia, 12 de junio de 2010), fue un futbolista y entrenador italiano. Se desempeñaba como extremo.

## Trayectoria
Extremo prolífico, jugó en clubes de la Serie B como Catanzaro, Brescia, Venezia y Matera, y una temporada en la Serie A (1959/60) con el club de su ciudad natal, el Napoli (marcando un gol contra el Bari el 20 de diciembre de 1959).
Durante su carrera como entrenador fue el técnico de muchos equipos, sobre todo en las divisiones menores, aunque en la temporada de la Serie A 1982/83 estuvo en el banquillo del Napoli junto a Bruno Pesaola. En la Serie B entrenó a Como, Padova y Catania.  Posteriormente fue el preparador atlético
del Olympique de Marsella.
Terminada la carrera de entrenador, se convirtió en personaje televisivo: participó en la transmisión deportiva Number Two del canal local Telenapoli 34, pero gracias a su sentido del humor también en transmisiones cómicas como Artù de Rai 2 y Gnok Calcio Show de SKY Sport 1.

## Clubes

### Como futbolista
| Club             | País   | Año       |
| ---------------- | ------ | --------- |
| Cirio de Nápoles | Italia | 1952-1956 |
| US Catanzaro     | Italia | 1956-1959 |
| AC Napoli        | Italia | 1959-1960 |
| US Catanzaro     | Italia | 1960-1962 |
| Brescia Calcio   | Italia | 1962-1963 |
| AC Venezia       | Italia | 1963-1964 |
| FC Matera        | Italia | 1965-1967 |

### Como entrenador
| Club                 | País   | Año       |
| -------------------- | ------ | --------- |
| FC Matera            | Italia | 1966-1967 |
| SS Sorrento          | Italia | 1967-1969 |
| Frosinone Calcio     | Italia | 1969-1970 |
| US Viterbese         | Italia | 1970-1971 |
| US Campobasso        | Italia | 1971-1972 |
| US Casertana         | Italia | 1972-1973 |
| US Siracusa          | Italia | 1973-1974 |
| Calcio Catania       | Italia | 1974-1975 |
| US Olbia             | Italia | 1975-1976 |
| US Paganese          | Italia | 1976-1977 |
| Calcio Como          | Italia | 1977-1978 |
| US Paganese          | Italia | 1978-1979 |
| Calcio Catania       | Italia | 1979-1980 |
| FC Matera            | Italia | 1980-1981 |
| ACR Messina          | Italia | 1981-1982 |
| SSC Napoli           | Italia | 1982-1983 |
| Calcio Padova        | Italia | 1984-1985 |
| Calcio Catania       | Italia | 1985-1987 |
| Campania-Puteolana   | Italia | 1987-1988 |
| AS Ischia Isolaverde | Italia | 1988-1990 |
| US Catanzaro         | Italia | 1991-1992 |
| Sanità de Nápoles    | Italia | 1995-1996 |
| Casertana FC         | Italia | 1998-1999 |